# Сао Пауло (линеен кораб, 1909)
Сао Пауло (на португалски: São Paulo) е линеен кораб на ВМС на Бразилия. Втори кораб от типа „Минас Жерайс“. Кръстен е в чест на едноименните бразилски град и щат.

## История на строителството
След появата във Великобритания на „Дредноут“ министърът на военноморския флот на Бразилия, адмирал Аленкар, сключва съглашение с фирмата „Армстронг“ за построяването на два линкора според проекта 494А.
Въоръжението на новите линкори е от дванадесет 305-мм оръдия разположени в шест двуоръдейни кули. Скоростта на линкора съставлява 21 възела.
Банката на Ротшилд, през която се извършва заплащането за строителството, изиграва важна роля за сключването на контракта. Бразилия трябва да даде и гаранция, че корабите няма да бъдат продавани на враждебна към Великобритания държава.
Линкорът „Сао Пауло“ е заложен на 30 април 1907 г. Строителството му се води от корабостроителница в Бароу до юни 1910 г. В периода септември-октомври извършва преход от Грийнок към Рио де Жанейро. Появата на два толкова мощни кораба провокира в Южна Америка „Южноамериканската дредноутна надпревара“ в която влизат Бразилия, Аржентина и Чили.

## История на службата
В Ню Йорк е проведена модернизация на линкора: поставени са два 78-мм зенитни автомата, нова система за управление на огъня, намалена е противоминната артилерия.
През 1920 г. линкорът 4 пъти пресича Атлантическия океан; 2 пъти с краля на Белгия, който посещава Бразилия с официална визита.
На 4 ноември 1924 г. на кораба избухва метеж. Флотът не подкрепя метежниците. В 10.30 линкорът „Сао Пауло“ напуска залива и се насочва към Монтевидео. Уругвайското правителство връща кораба в Бразилия.
През 1935 г. пищно е отбелязано 25-летието на линкора. За това време линкорът изминава 81 000 мили и сменява 25 командира. Цялата Втора световна война, поради лошото си техническо състояния, линкорът „Сао Пауло“ провежда в порт Ресифи.
Корабът е изключен от състава на флота на 2 август 1947 г. През август 1951 г. е продаден за скрап на фирмата „Бритиш Айрън енд Стийл“.
На 4 ноември 1951 г. потъва при буксиране в северния Атлантик недалеч от Азорските острови. Екипажът при тегленето, в състав осем души, загива заедно с кораба.